# شهرستان سرو گوردو (آیووا)
شهرستان سرو گوردو، آیووا (به انگلیسی: Cerro Gordo County, Iowa) شهرستانی در ایالات متحده آمریکا است که در آیووا واقع شده‌است.

## خصوصیات
شهرستان سرو گوردو ۱٬۴۸۹٫۲۵ کیلومترمربع مساحت دارد.